# Знаме на Калифорния
Знамето на Калифорния, наричано понякога Мечешкото знаме (на английски: Bear Flag), е официаното знаме на американския щат Калифорния. Развято е за пръв път по време на Бунта на Мечешкото знаме. Официално е прието за флаг на щата на 3 февруари 1911 г.

## Настоящо знаме
Съвременният щатски флаг е бял с широка червена ивица на дъното. В горния ляв ъгъл има червена звезда и гризли с лице към лявата страна (към подемника) в центъра, вървяйки по парче зелена трева. Размерът на мечката е 2/3 от размера на ширината на подемника и има съотношение 2 към 1. Парцелът за трева има съотношение от 11 към 1. Петолъчната звезда е взета от знамето от 1836 г., т.нар. California Lone Star Flag.
Размери на знамето на Калифорния (в инчове).

### Цветове
Законодателството от 1953 г. дефинира точните нюанси на флага на Калифорния с общо пет цвята (включително бялото поле) спрямо 9-о издание на Стандартната цветова карта на Америка. Това е един от четирите американски щатски знамена, които не съдържат синьо (другите три са Алабама, Мериленд и Ню Мексико).
| Цвят             | Пантон | HTML цветове | RGB стойности |
| ---------------- | ------ | ------------ | ------------- |
| Бял              | Safe   | #FFFFFF      | (255,255,255) |
| Червено          | 200    | #B71234      | (183,18,52)   |
| Захар от клен    | 729C   | #BD8A5E      | (189,138,94)  |
| Тюленово кафяво  | 462C   | #584528      | (88,69,40)    |
| Ирландско зелено | 348    | #008542      | (0,133,66)    |

## История
За пръв път е издигнато в Сонома, Калифорния на 18 юни 1846 г. от „Мечешките знаменосци“, водени от Уилям Б. Айд, който казал, че иска да „донесе свобода на испанците“. Той става президент на краткотрайната Калифорнийска република. От 13 години Калифорния била под мексиканска власт под името Алта Калифорния, чието испаноговорещо население (4000 души) било превъзхождано числено от американците.
Съвременното знаме е бяло на цвят с широка червена лента в долната част. Има червена звезда в горния ляв ъгъл, а в центъра му е изобразена обърната към нея местната кафява калифорнийска мечка. В първоначалната версия мечката била по-малка и по-близо до горната част на знамето. Тя приличала по-скоро на прасе и не била стъпила на трева (вижте картинката по-долу). В съвременния вариант мечката е по-голяма, стои в центъра на изображението и е стъпила върху зелена трева. Петолъчката е поздрав към Република Тексас, а мечката символизира силата.
Първоначалното Мечешко знаме и републиката, на която било символ, били краткотрайни. На 9 юли 1846 г. комодор Джон Дрейк Слоут от Тихоокеанския ескадрон на Американския военноморски флот за пръв път издигнали 28-звездното американско знаме в Монтерей, столицата на Алта Калифорния, и претендирали, че тази територия принадлежи на САЩ. Това подновило най-ранните претенции за Калифорния от съименника му, сър Франсис Дрейк (през 1579 г.), и така американските земи се разпрострели от Тихия океан до Атлантическия океан.
След два дена лейтенантът от американския флот, Джоузеф Уорън Ривиър, пристигнал в Сонома и спуснал Мечешкото знаме, за да го замени с американското знаме. Ривиър връчил Мечешкото знаме на флотския курсант Джон И. Монтгомъри и понеже, докато то било спускано, се закачило няколко пъти, курсантът написал на майка си „Къфи слезе ръмжейки“ – „Къфи“ бил прякорът, с който той наричал мечката от знамето.
Първоначалното Мечешко знаме се съхранявало в Сан Франциско докато не било изгорено в огъня, последвал земетресението в Сан Франциско от 1906 г. Ето снимка на знамето, направена през 1890 г.: